# 33丁目駅 (IRTレキシントン・アベニュー線)
33丁目駅（33ちょうめえき、英: 33rd Street）はマンハッタン区のマーリー・ヒルとキップス・ベイに跨がる33丁目とパーク・アベニューの交差点に位置するニューヨーク市地下鉄IRTレキシントン・アベニュー線の駅である。4系統が深夜のみ、6系統が終日、<6>系統が平日20時45分迄の混雑方向に停車する。

## 駅構造
| G          | 地上階                         | 出入口 |
| P ホーム階 | 相対式ホーム、右側のドアが開く | 相対式ホーム、右側のドアが開く |
| P ホーム階 | 北行緩行線                     | ← 深夜帯：ウッドローン駅行き（グランド・セントラル-42丁目駅） ← 平日午後：パークチェスター駅行き（グランド・セントラル-42丁目駅） ← 平日午後以外：ペラム・ベイ・パーク駅行き（グランド・セントラル-42丁目駅） ← 平日午後：ペラム・ベイ・パーク駅行き（グランド・セントラル-42丁目駅） |
| P ホーム階 | 北行急行線                     | ← 深夜帯以外：通過 |
| P ホーム階 | 南行急行線                     | → 深夜帯以外：通過 → |
| P ホーム階 | 南行緩行線                     | → 深夜帯：ニューロッツ・アベニュー駅行き（28丁目駅）→ ブルックリン・ブリッジ-シティ・ホール駅行き（28丁目駅）→ 平日午前：ブルックリン・ブリッジ-シティ・ホール駅行き（28丁目駅）→ |
| P ホーム階 | 相対式ホーム、右側のドアが開く | |

この駅には線路が4本ありその内、急行線は中央に位置するがマーリー・ヒル・トンネルがあるためホームの下の階を通り、その両側の上の階を緩行線が通り2つの相対式ホームが使用されている。1990年代から2000年代にかけて改築され、ブルックリン・ブリッジ-シティ・ホール駅にある鷹の盾と同じようなものが取り付けられた。この盾には『33』と刻まれている。この駅は2004年にアメリカ合衆国国家歴史登録財に指定された。

### 出入口
改札は全部ホーム階に位置し、南北ホームの連絡通路はない。以下に出入口の一覧を示す。
| 位置                                           | 数  | 連絡ホーム |
| ---------------------------------------------- | --- | ---------- |
| パーク・アベニューと33丁目の交差点北西         | 1本 | 南行       |
| パーク・アベニューと33丁目の交差点南西         | 1本 | 南行       |
| パーク・アベニューと33丁目の交差点北東         | 1本 | 北行       |
| パーク・アベニューと33丁目の交差点南東         | 1本 | 北行       |
| パーク・アベニュー・サウスと32丁目の交差点南東 | 2本 | 北行       |
| パーク・アベニュー・サウスと32丁目の交差点南西 | 2本 | 南行       |

## ギャラリー

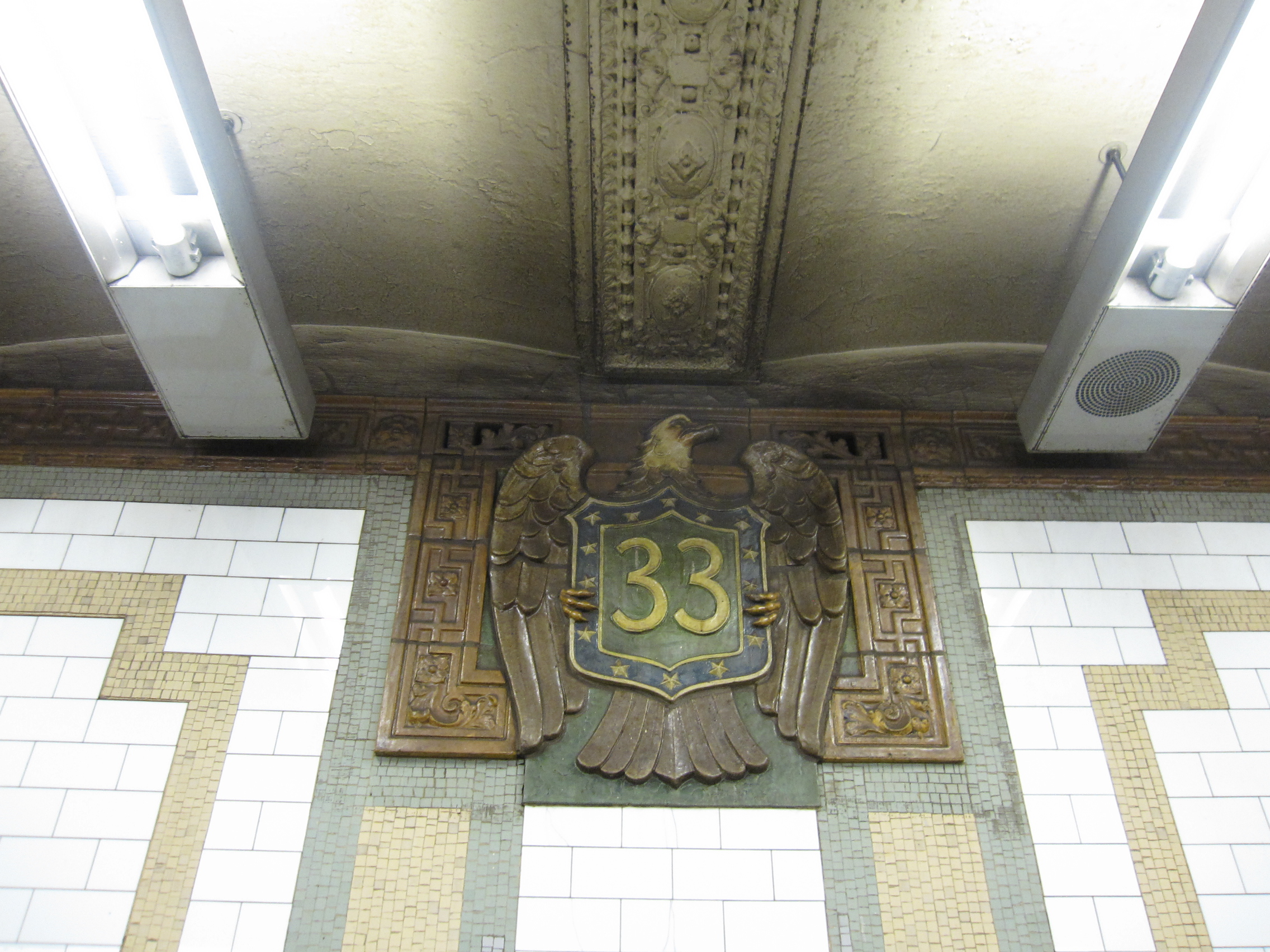
ヘインス・アンド・ラファーグ/グツエビー・ファイナンス社提供の画陶器の盾(1904年)
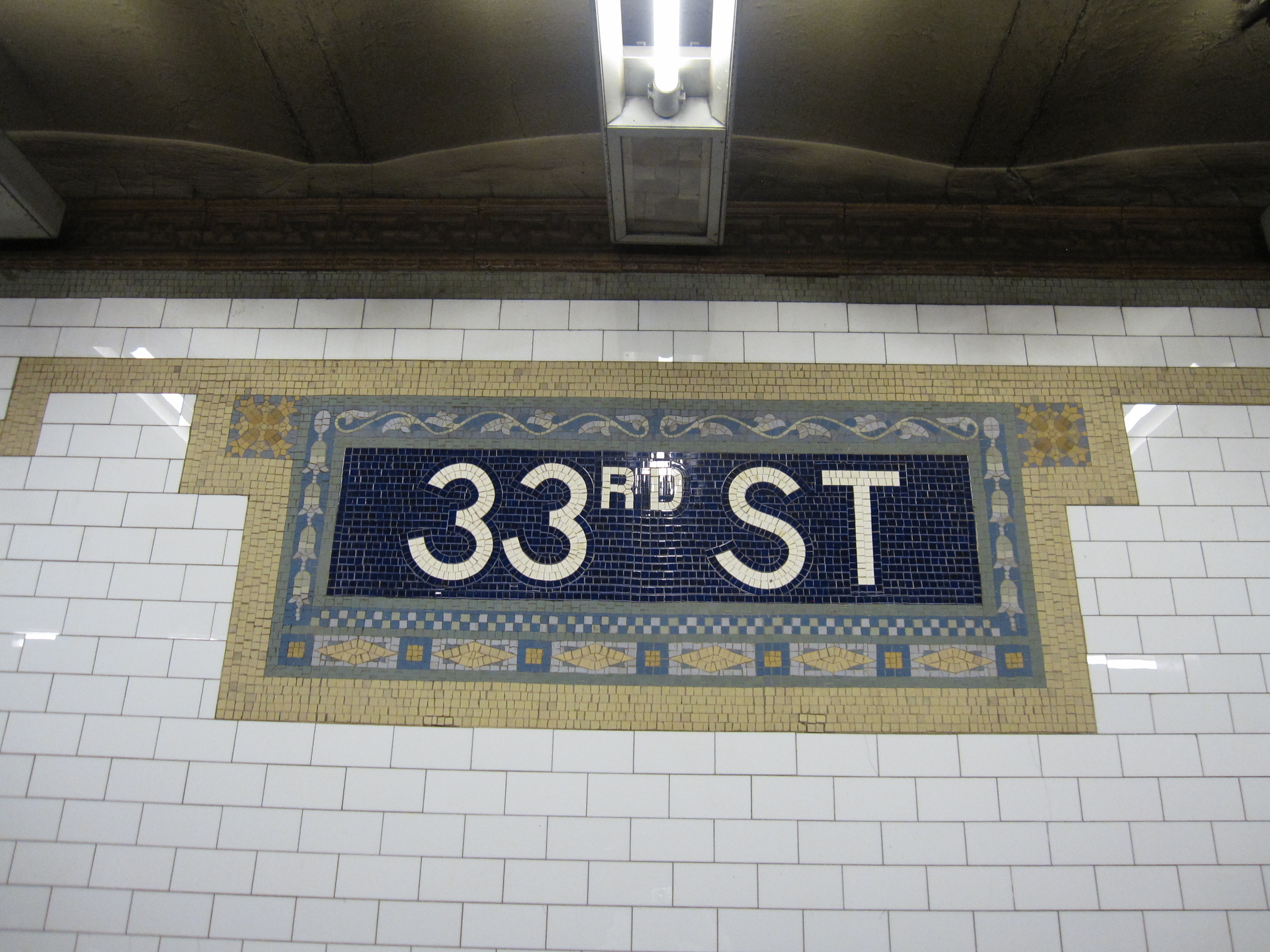
ヘインス・アンド・ラファーグ/グツエビー・ファイナンス社提供の駅名の刻板(1904年)
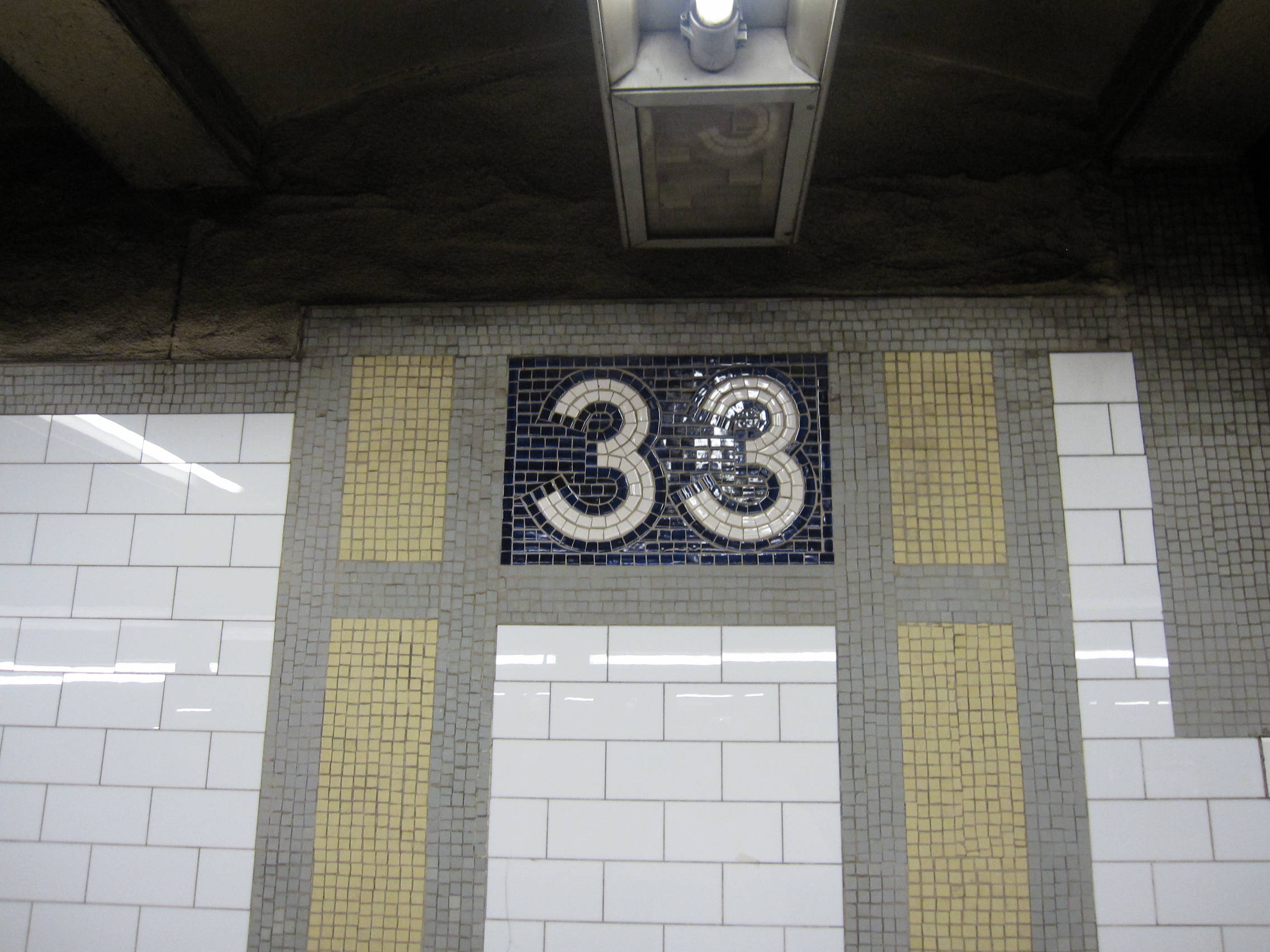
"33"のモザイク
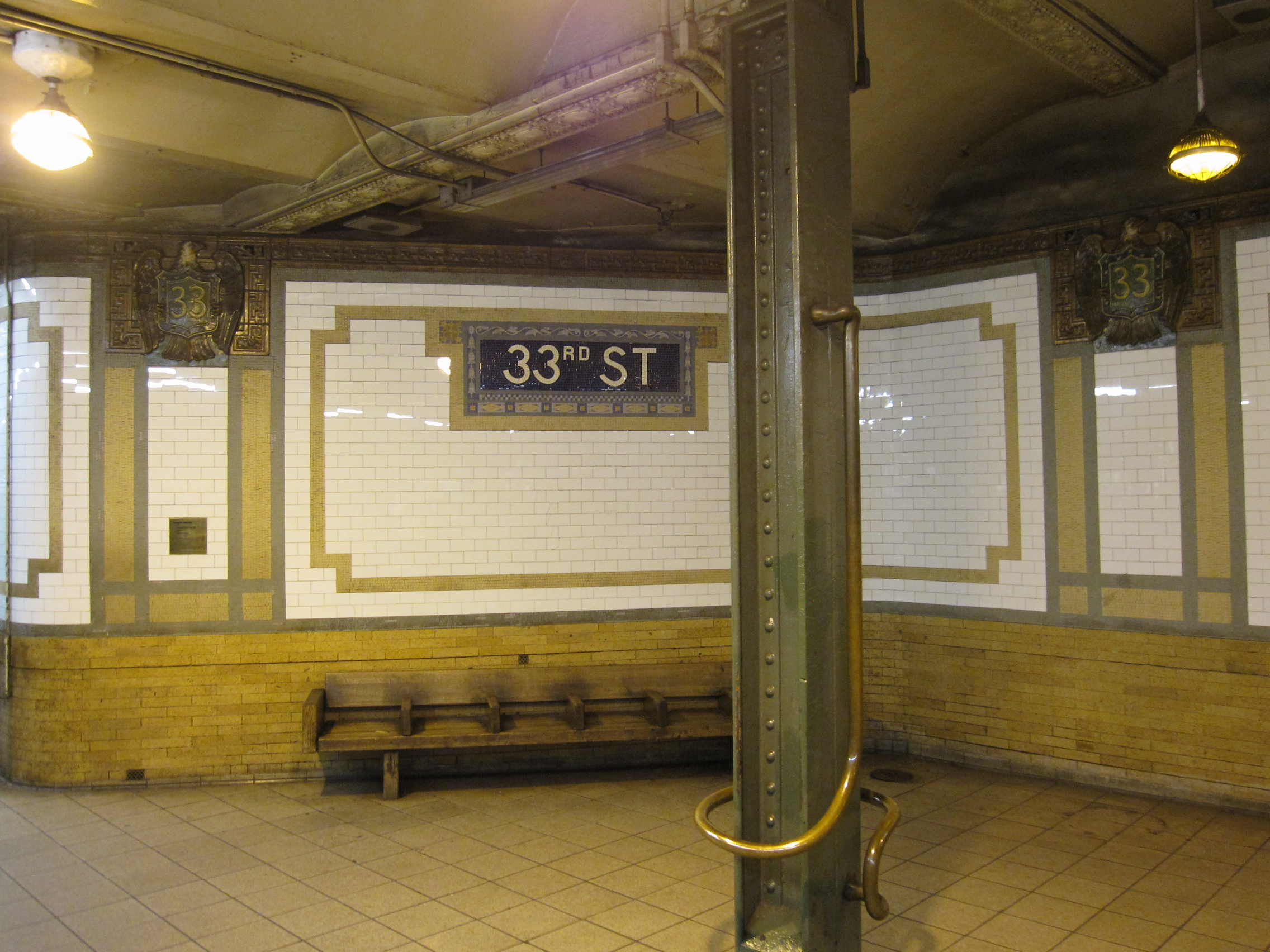
柱と駅名標
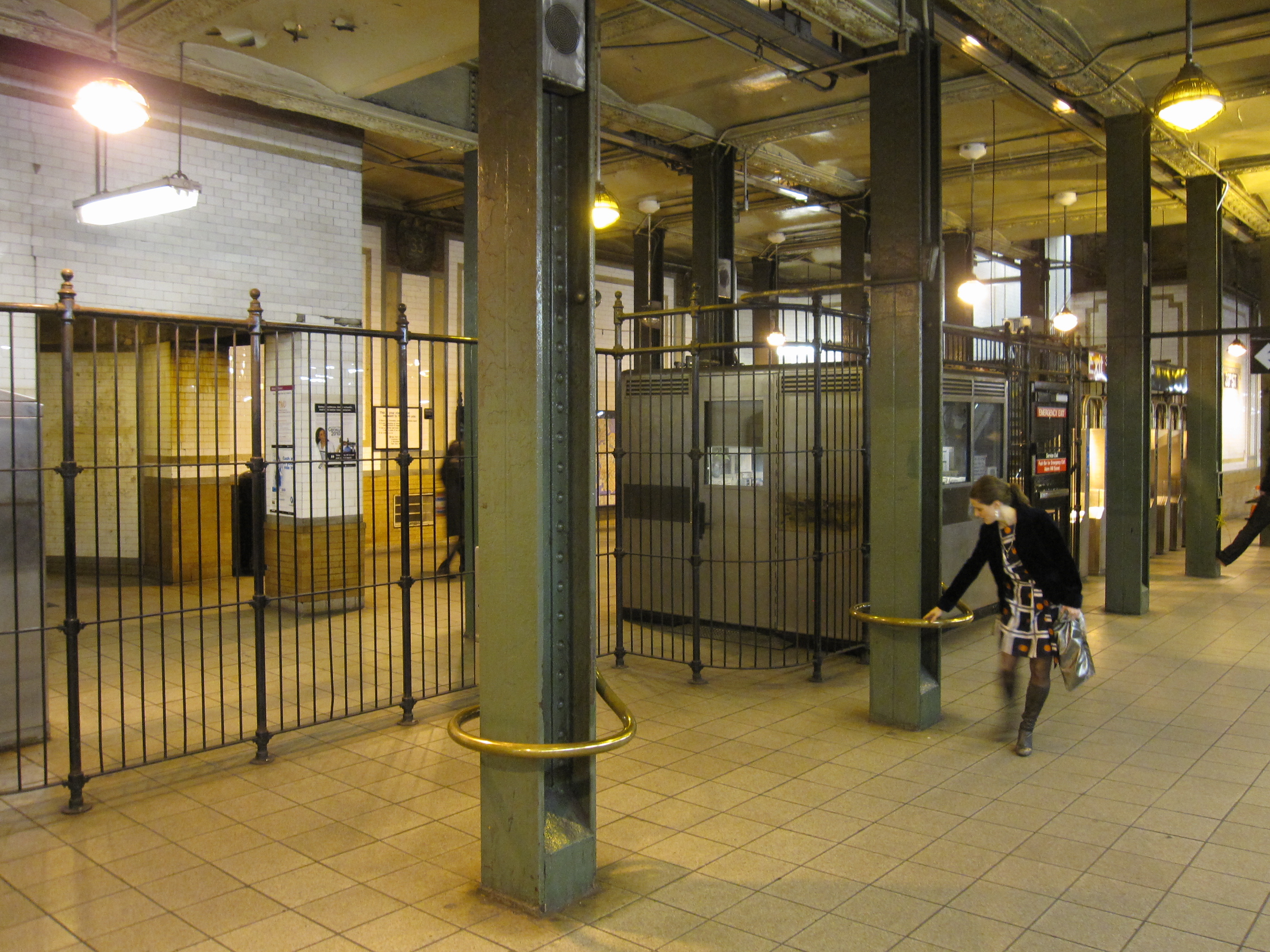
ユニークな改札とデザイン柱
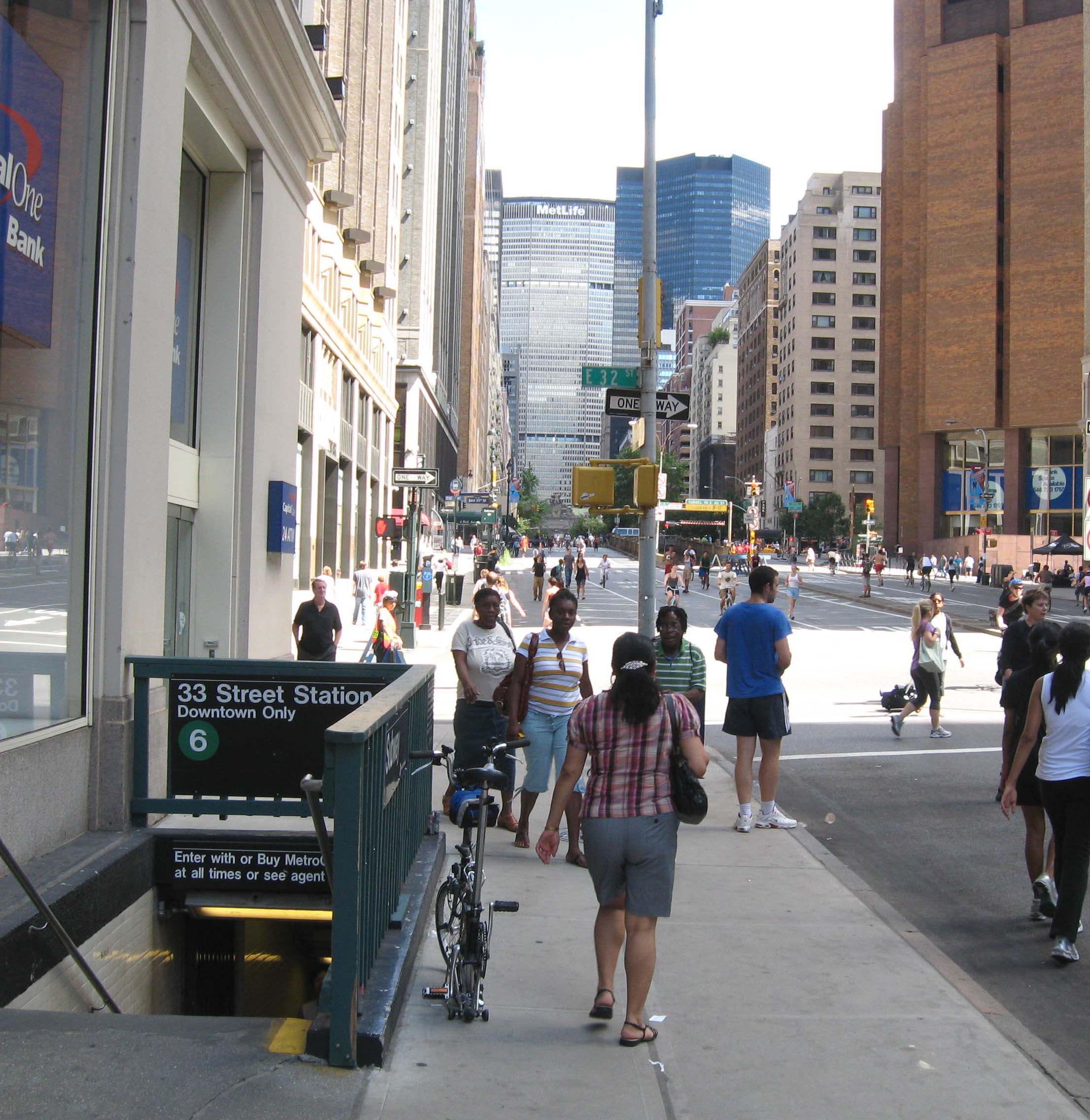
通りの南側の出入り口
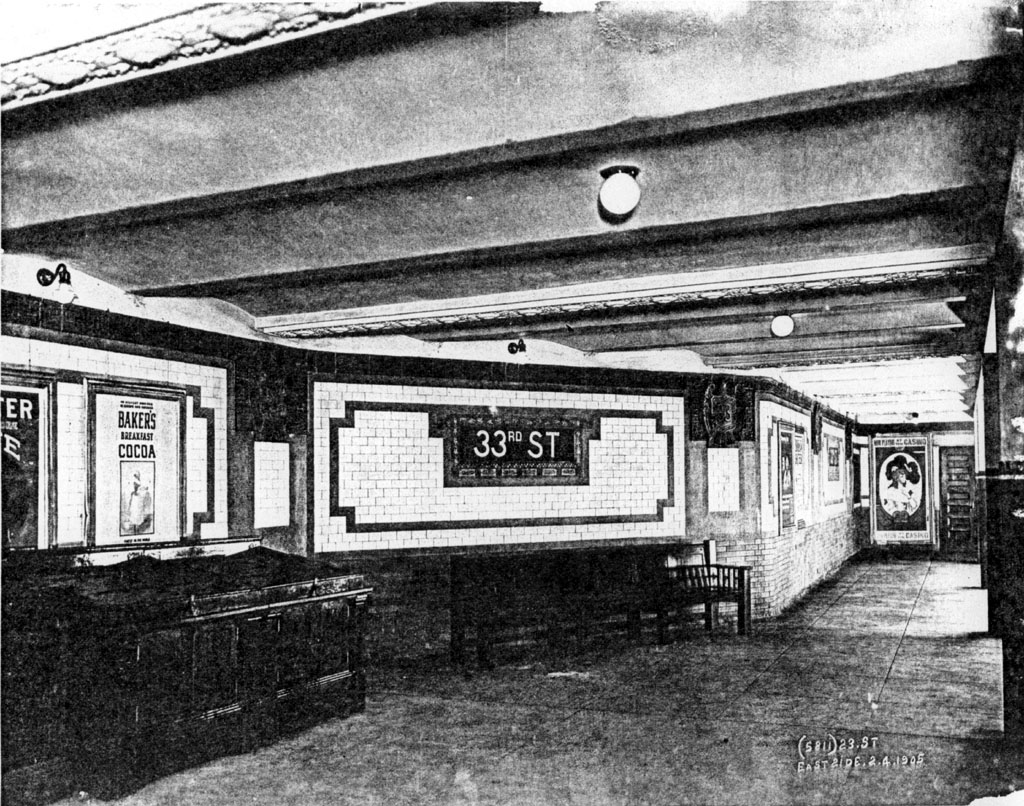
1905年当時の33丁目駅